# Chomolhari
Le Chomolarhi (translittération du tibétain : ཇོ་མོ་ལྷ་རི, Wylie : Jo mo lha ri, pinyin tibétain : Qomo Lhari ; chinois 绰莫拉日峰), aussi orthographié Jomo'lhari (ཇོ་མོ་ལྷ་རི) en dzongkha), culminant à 7 314 m, est un sommet de l'Himalaya situé sur la frontière entre le Bhoutan et la Chine. La rivière Ha Chhu prend sa source à la base de ce sommet.
Le sommet est par son altitude le deuxième du Bhoutan. La première ascension réussie, menée par Freddie Spencer Chapman et Pasang Dawa Lama, eut lieu en 1937.